# Campeonato Gaúcho de Futebol de 1942
O Campeonato Gaúcho de Futebol de 1942, foi a 22ª edição da competição no Estado do Rio Grande do Sul. O ano de 1942 marca o início do profissionalismo no Campeonato Gaúcho. Algumas ligas e clubes se converteram imediatamente. Outras optaram por permanecer no amadorismo.
A Federação Riograndense de Desportos passa a organizar duas competições estaduais: o Campeonato Gaúcho de Profissionais e o Campeonato Gaúcho de Amadores. Os campeões das regiões se enfrentaram na disputa pelo título. O Internacional foi o campeão.

## Participantes[1]
| Equipe        | Cidade                | Classificação                 | Participação |
| ------------- | --------------------- | ----------------------------- | ------------ |
| Armour        | Santana do Livramento | Campeão da Região Fronteira   | 1ª           |
| Brasil        | Pelotas               | Campeão da Região Sul/Litoral | 4ª           |
| Floriano      | Novo Hamburgo         | Campeão da Região Nordeste    | 9ª *         |
| Internacional | Porto Alegre          | Campeão da Região Centro      | 6ª           |
| Internacional | Santa Maria           | Campeão da Região Serra       | 1ª           |

* Ex-Novo Hamburgo, a primeira participação como Floriano.

## Tabela[1]

### Fase preliminar
| 11 de outubro | Internacional                                               | 8 – 1 | Inter de Santa Maria |  |
|               | Carlitos , · Tesourinha · Russinho , · Villalba , · Abigail |       | Gol marcado          |  |

### Semifinais
| 18 de outubro | Internacional                                                   | 7 – 3 | Armour                                  |  |
|               | Russinho , · Castillo , · Abigail · Tesourinha · Ruy Motorzinho |       | Gol marcado · Gol marcado · Gol marcado |  |

| 19 de outubro | Floriano                                                            | 5 – 0 | Brasil de Pelotas |  |
|               | Gol marcado · Gol marcado · Gol marcado · Gol marcado · Gol marcado |       |                   |  |

### Finais
| 21 de outubro | Internacional                        | 10 – 2 | Floriano                  | Montanha, Porto Alegre |
|               | Carlitos , · Villalba , · Russinho , |        | Gol marcado · Gol marcado |                        |

| 25 de outubro | Internacional                      | 4 – 1 | Floriano | Baixada, Porto Alegre |
|               | Villalba , · Russinho · Tesourinha |       | Neco     |                       |

|  | Internacional | Floriano |

| INTERNACIONAL: |  |                |
|                |  |                |
| G              |  | Ivo            |
| Z              |  | Alfeu          |
| Z              |  | Nena           |
| M              |  | Assis          |
| M              |  | Ávila          |
| M              |  | Abigail        |
| A              |  | Tesourinha     |
| A              |  | Russinho       |
| A              |  | Vilalba        |
| A              |  | Rui Motorzinho |
| A              |  | Carlitos       |
| Treinador:     |  |                |
| Ricardo Diéz   |  |                |

| FLORIANO:     |  |         |
|               |  |         |
| G             |  | Nilson  |
| Z             |  | Marreco |
| Z             |  | Crespo  |
| M             |  | Renato  |
| M             |  | Oscar   |
| M             |  | Libório |
| A             |  | Nenê    |
| A             |  | Ivo     |
| A             |  | Luiz    |
| A             |  | Miguel  |
| A             |  | Neco    |
| Treinador:    |  |         |
| Alfredo Poisl |  |         |

| Gauchão 1942                      |
| --------------------------------- |
| Internacional Campeão (5º título) |